# Замощение Фодерберга

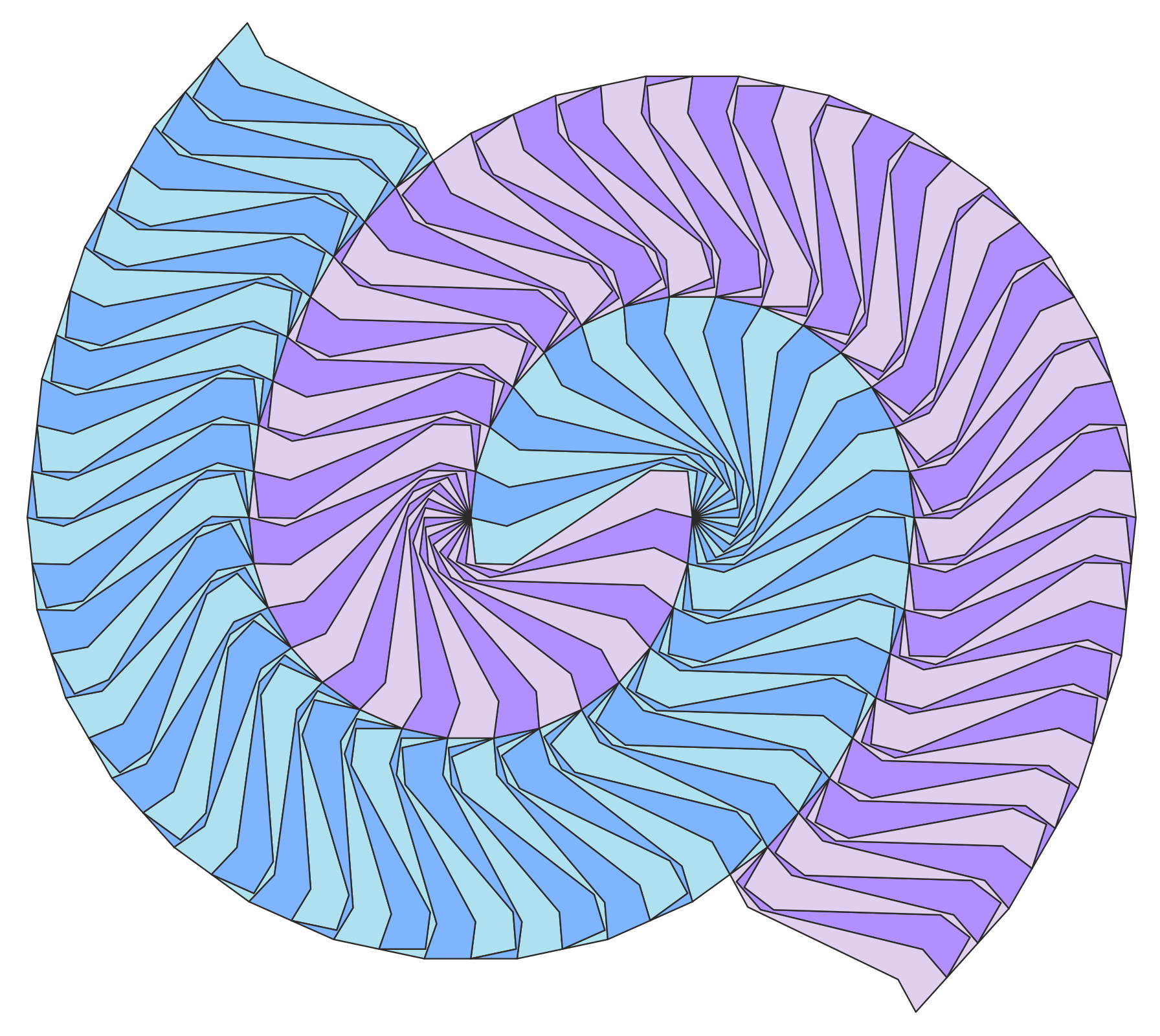
Фрагмент замощения Фодерберга

Замощение Фодерберга — замощение плоскости одинаковыми (конгруэнтными) девятиугольными плитками особой формы по спирали без промежутков и перекрытий. Первое открытое спиральное замощение; найдено в 1936 году немецким математиком Хайнцем Фодербергом.
Поскольку замощение не имеет трансляционной симметрии, его относят к непериодическим. С помощью тех же самых плиток можно, однако, замостить плоскость и периодически (сложив пары плиток в центрально-симметричные восьмиугольники, у которых противолежащие стороны параллельны), поэтому данный набор плиток апериодическим не является.
Кроме того, теми же плитками можно замостить плоскость не по спирали, а в виде концентрических кругов.